# Caularthron
Caularthron – rodzaj roślin z rodziny storczykowatych (Orchidaceae). Obejmuje 4 gatunki występujące w Ameryce Południowej i Środkowej w takich krajach i regionach jak: Belize, Brazylia, Kolumbia, Kostaryka, Ekwador, Salwador, Gwatemala, Gujana, Honduras, Meksyk, Nikaragua, Panama, Trynidad i Tobago, Wenezuela, Windward Islands.

## Systematyka
Rodzaj sklasyfikowany do podplemienia Laeliinae w plemieniu Epidendreae, podrodzina epidendronowe (Epidendroideae), rodzina storczykowate (Orchidaceae), rząd szparagowce (Asparagales) w obrębie roślin jednoliściennych.
Wykaz gatunków
- Caularthron amazonicum (Schltr.) H.G.Jones
- Caularthron bicornutum (Hook.) Raf.
- Caularthron bilamellatum (Rchb.f.) R.E.Schult.
- Caularthron kraenzlinianum H.G.Jones